# ای (آمستردام)
اِی (هلندی: IJ؛ ‏ Dutch: [ɛi̯] ()) که نامش در برخی نقشه‌های قدیمی به‌صورت «Y» و «Ye» هم ثبت شده‌است یک پهنه آبی (در گذشته، یک خور) در کشور هلند است که در استان هلند شمالی واقع شده‌است. این پهنهٔ آبی، لنگرگاه و آب‌کنارِ شهرِ آمستردام است.
این پهنهٔ آبی در قرون وسطی یک خور آب لب‌شور بلند و باریک بود که به خلیج زایدرزی وصل بود و از آمستردام در شرق تا فلسن در غرب ادامه داشت.
در این مکان رقابت‌های قایق‌رانی بادبانی بازی‌های المپیک تابستانی ۱۹۲۸ و دو رویداد ورزشی دیگر در بازی‌های المپیک تابستانی ۱۹۲۰ برگزار شد.